# Vestito alla marinara

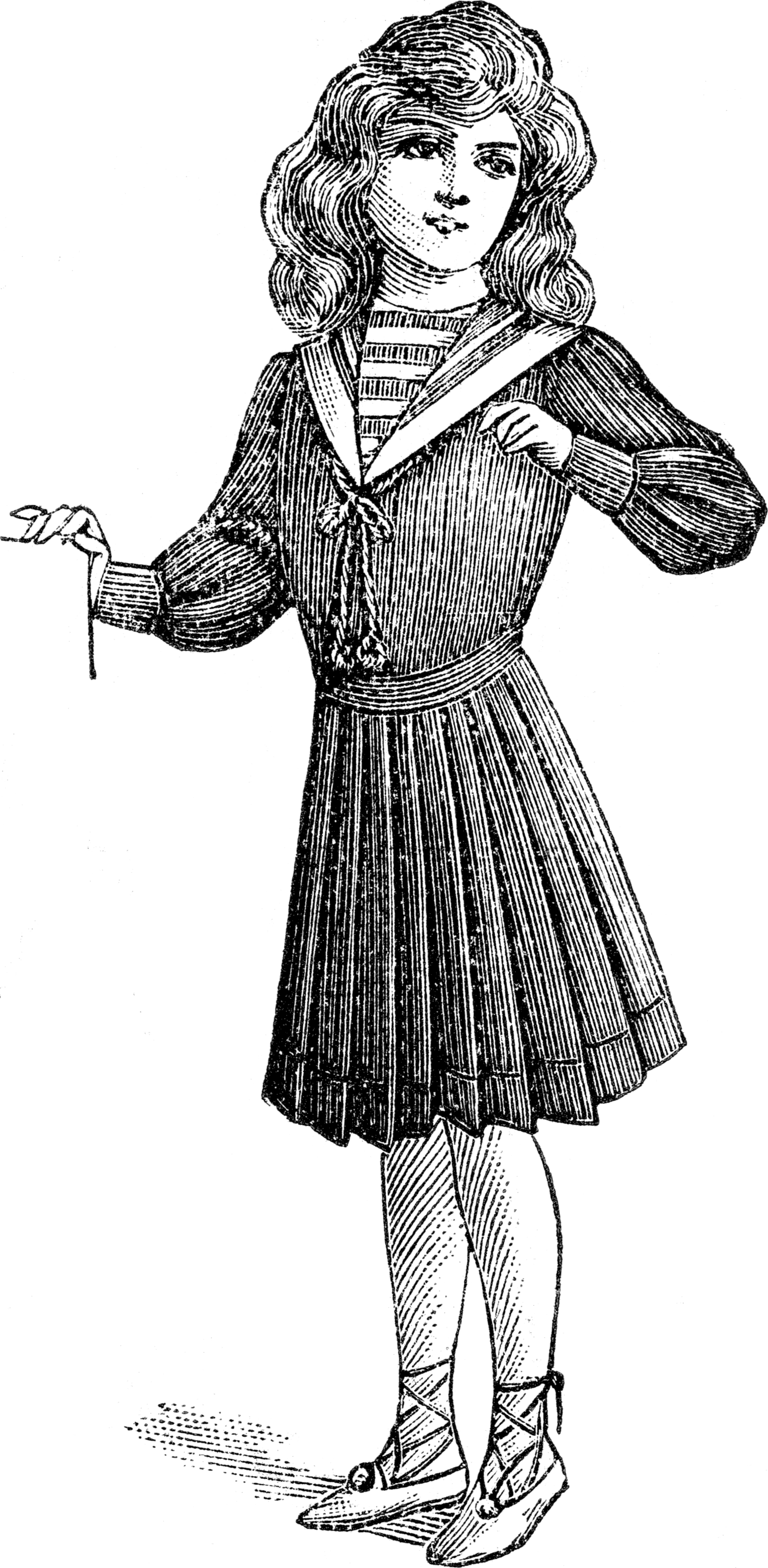
Un vestito alla marinara da ragazza del tipo "Peter Thomson" negli Stati Uniti. Francese, 1911-1912

Un abito alla marinara è un vestito da bambino o da donna che segue lo stile dell'abito da marinaio, in particolare del corpetto e del colletto. Una camicetta con colletto alla marinara è chiamata camicetta middy ("middy" deriva da "midshipman"). All'inizio del XX secolo in America, gli abiti da marinaio erano conosciuti molto popolarmente come abiti di Peter Thomson, dopo che l'ex sarto della marina aveva creato lo stile.

## Abito Peter Thomson

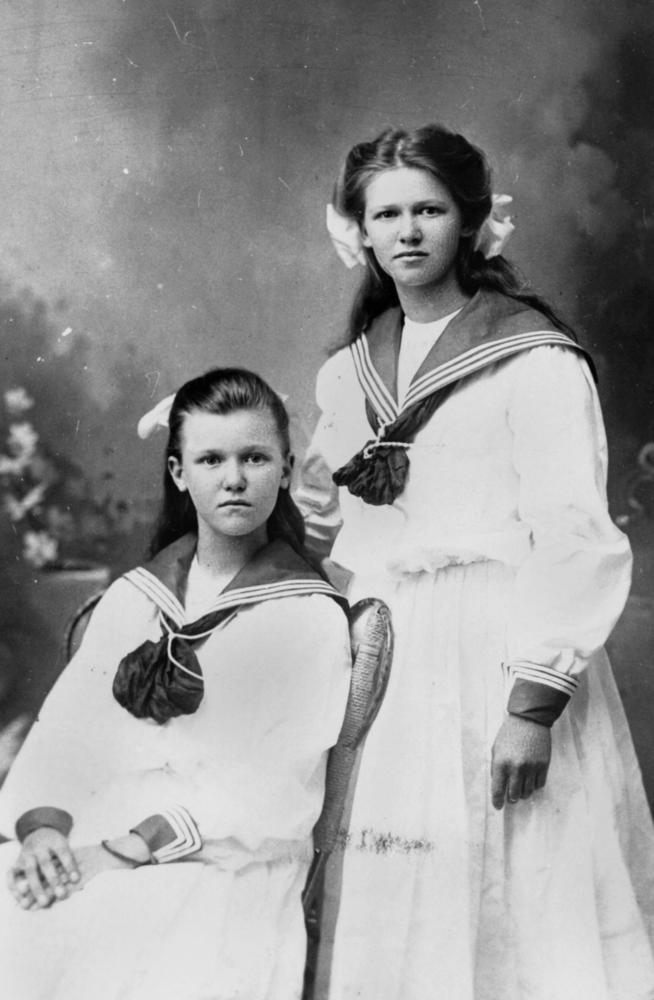
Due ragazze in abiti da marinaio, ca. 1910

Intorno al 1900, Peter Thomson (a volte scritto Thompson), aveva stabilimenti di sartoria a New York e Filadelfia. I suoi abiti e abiti da marinaio originali, sia per le donne che per i bambini (compresi i ragazzi giovani), vengono esposti in diverse collezioni di musei americani tra cui il Costume Institute del Metropolitan Museum e il Philadelphia Museum of Art. Il "vestito di Peter Thomson" era realizzato in cotone o lino per l'abbigliamento estivo, o lana per l'inverno. Era promosso come un costume o un'uniforme ideale per studentesse e scolari, ed era popolare tra coloro che cercavano di stabilire uno "stile standardizzato" di abbigliamento. Nel 1919, l'abito di Peter Thomson era considerato una valida opzione per le uniformi scolastiche ed è stato descritto per molti anni come sinonimo di "buon gusto per le ragazze tra i 14 e i 18 anni". Lo stile di Peter Thomson è stato applicato anche ai corpetti dei primi costumi da bagno.
Gli abiti in stile marinaro erano conosciuti prima che il design di Peter Thomson prendesse piede. In Svezia nel 1887, un "vestito da marinaio" con vita naturale e gonna a pieghe era tra i modelli promossi dal movimento di riforma dell'abbigliamento come appropriato per le ragazze.

## Fine del XX secolo e inizio del XXI secolo
Sebbene lo stile da marinaio sia talvolta visto sugli abiti da donna, dalla metà del XX secolo è principalmente collegato agli abiti per neonati e bambini piccoli. Durante la fine del XX secolo lo stile da marinaio è diventato associato agli abiti premaman, il che ha portato a una certa negatività nei confronti degli stili marinari per l'abbigliamento femminile e all'idea generale di una donna che si veste "come una bambina". La designer di abbigliamento premaman Liz Lange ha dichiarato della futura madre: "Non dovrebbe vestirsi come una bambina solo perché sta per avere un figlio; una cosa è mettere un bambino in un abito da marinaio, ma un'altra è condannare una donna adulta a un tale destino".